# Takenhofplein
Het Takenhofplein is een plein en verkeersknooppunt in het westen van de Nederlandse stad Nijmegen, waar de N326 (waarvan dit stuk de Wijchenseweg heet) en de N324 elkaar kruisen. Het plein vormt de centrale verbinding tussen de stadsdelen Dukenburg en Lindenholt. Het is uitgevoerd als traditionele rotonde (verkeersplein): invoegend verkeer heeft dus voorrang. Er is geen rijstrookmarkering. Op het plein zelf zijn geen verkeerslichten, maar wel op de kruisingen met de omliggende fiets- en voetpaden. 
Inclusief de paden en de bermen is de diameter zo'n 150 meter. Eromheen staan vooral kantoorgebouwen, ook zijn er vestigingen van het UWV en de Sociale Verzekeringsbank. Vlakbij aan de Wijchenseweg ligt de Woonboulevard Nijmegen.

## Geschiedenis
| Aansluitende wegen            | Aansluitende wegen          | Aansluitende wegen                 | Aansluitende wegen | Aansluitende wegen |
| ----------------------------- | --------------------------- | ---------------------------------- | ------------------ | ------------------ |
|                               |                             | IJpenbroekweg richting Lindenholt  |                    |                    |
|                               |                             |                                    |                    |                    |
| Wijchenseweg richting Wijchen | Wijchenseweg richting Kleef |                                    |                    |                    |
|                               |                             |                                    |                    |                    |
|                               |                             | Van Schuylenburgweg richting Grave |                    |                    |

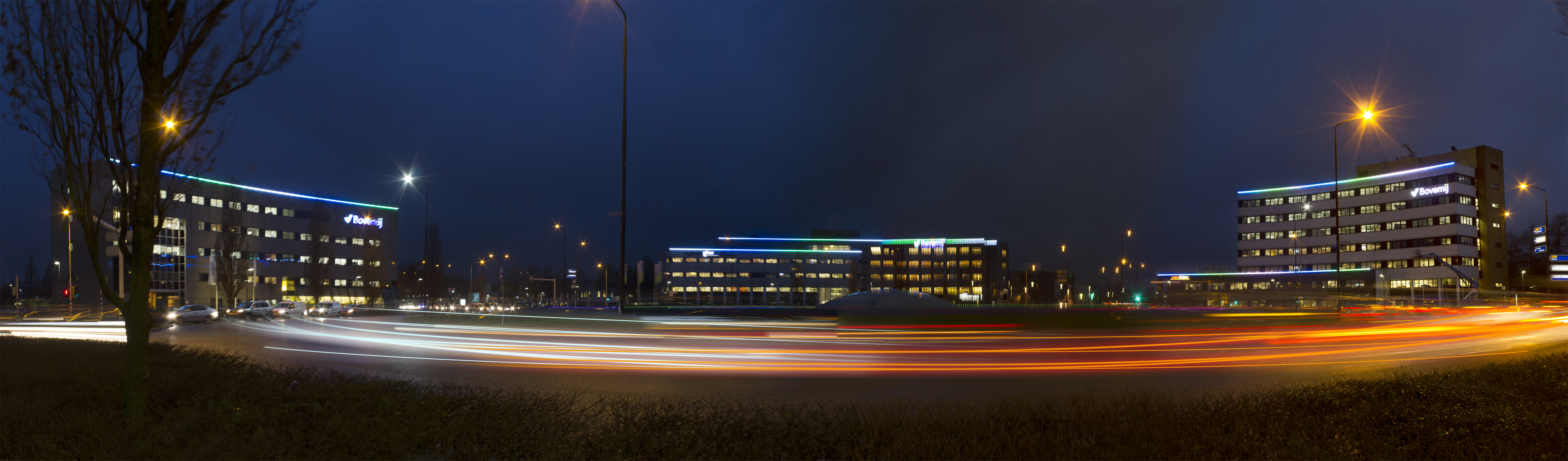
2018, bij avond: op deze tijdopname zijn de autolampen zichtbaar als strepen. De kantoorgebouwen van Bovemij zijn gemarkeerd met ledlicht.

Het Takenhofplein werd vanaf 1972 aangelegd en in 1974 in gebruik genomen. Het werd vernoemd naar een boerderij in de omgeving, die in 1975 is afgebroken ten behoeve van de stadsuitbreiding. De boerderij was weer vernoemd naar Thomas Taeck, die zijn hofstede bouwde op land dat hij in 1551 gekocht had van het Agnietenklooster.

## Rotondekunst

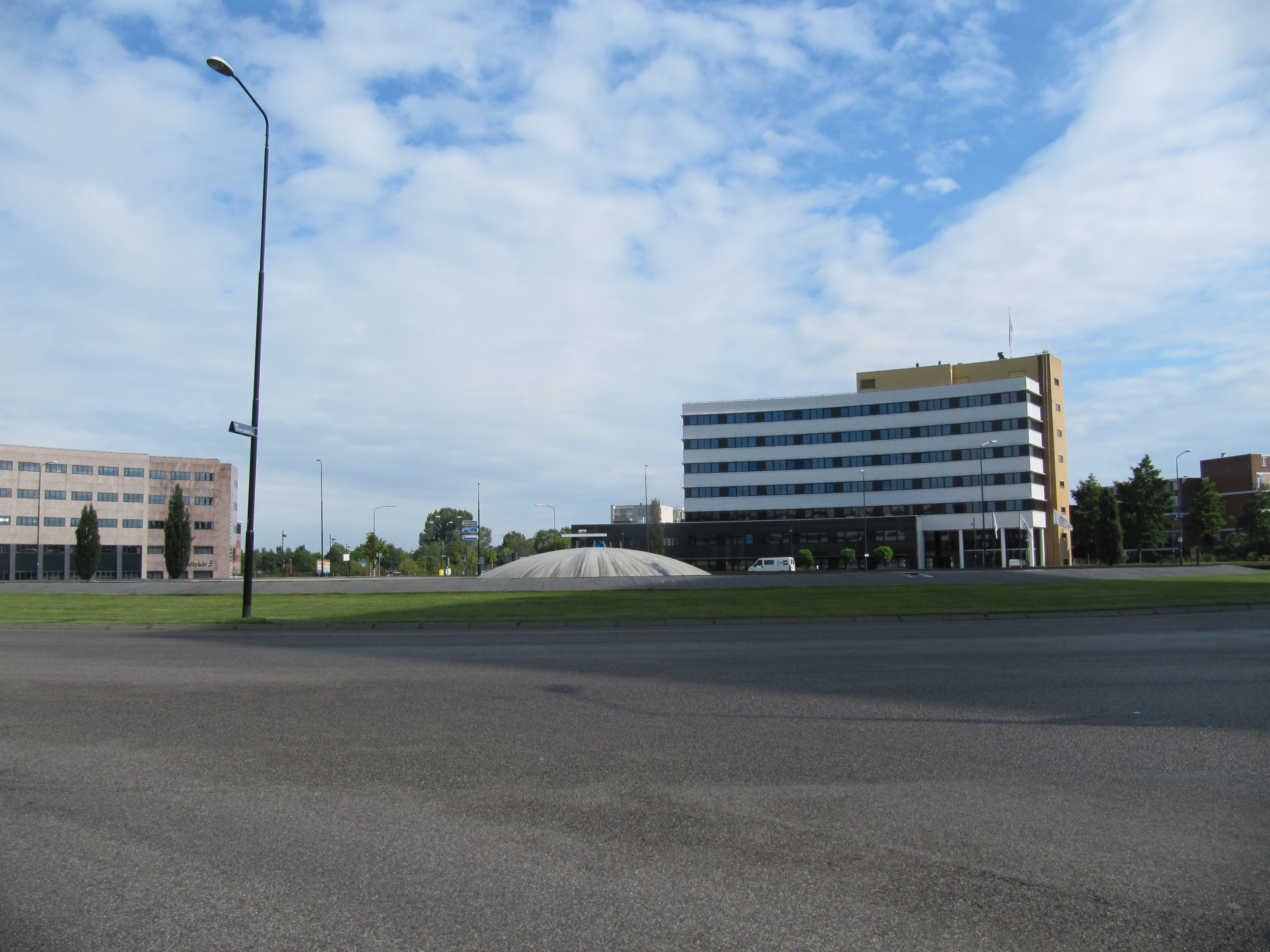
2011: de fontein is buiten werking en het middendeel van de rotonde is in dit perspectief niet goed zichtbaar

Van 1983 tot 1990 lag het kunstwerk de Blokken van Struycken op het plein. Sinds 1995 liggen deze opnieuw als rotondekunst op het Palkerplein bij Wijchen, ruim twee kilometer westelijker op de N326. 
Midden in de rotonde is in 2000 een grote fontein aangelegd, die een glamoureuze entree voor de stad moest zijn. Vanuit een bolling spoot een waterstraal achttien meter omhoog, althans in de zomermaanden. Om de fontein werd een ondiep rond reservoir van zeventig meter in diameter gemaakt, met op de rand een strofe van de Nijmeegse dichter H.H. ter Balkt: Hazelaar plantte ik voor haar vier poorten al haast vervluchtigd voor haar roze bloesem. 
Het geheel, binnen een ring van gras, was in het donker niet duidelijk herkenbaar en er reden af en toe automobilisten de fontein in. Ook was de fontein duur qua onderhoud en energiegebruik en was hij vaak kapot. Vanaf najaar 2018 is hij niet meer ingeschakeld, omdat in 2019 de technische ruimtes overstroomden. Anno 2025 zijn er plannen voor afbraak en vervanging door een tijdelijk kunstwerk.